# Logrosán
Logrosán là một đô thị trong tỉnh Cáceres, Extremadura, Tây Ban Nha.

## Nhân vật nổi tiếng
- Mario Roso de Luna.
- Martín del Barco Centenera hay Martín de Logrosán.
- Doctor Riero Sorapán hay Sorapan de Riero